# NGC 7155
NGC 7155 é uma galáxia lenticular (SB0) localizada na direcção da constelação de Indus. Possui uma declinação de -49° 31' 19" e uma ascensão recta de 21 horas, 56 minutos e 09,8 segundos.
A galáxia NGC 7155 foi descoberta em 30 de Setembro de 1834 por John Herschel.